# Leucothoe davisiae
Leucothoe davisiae är en ljungväxtart som beskrevs av John Torrey och Asa Gray. Leucothoe davisiae ingår i släktet Leucothoe och familjen ljungväxter. Inga underarter finns listade i Catalogue of Life.